# کارل انکل
کارل انکل (انگلیسی: Carl Enckell؛ ۷ ژوئن ۱۸۷۶ – ۲۶ مارس ۱۹۵۹) یک سیاست‌مدار اهل فنلاند بود.